# Antsondrodava
Antsondrodava est une commune urbaine malgache située dans la partie sud de la région de Melaky.